# Lindbergia haplocladioides
Lindbergia haplocladioides là một loài Rêu trong họ Leskeaceae. Loài này được Dixon mô tả khoa học đầu tiên năm 1916.